# Pop Idol
Pop Idol («Поп а́йдол») — британский телевизионный музыкальный конкурс (шоу талантов), выходивший на британском телеканале ITV два сезона, с 2001 по 2003 годы. Был создан британским продюсером Саймоном Фуллером.
С тех пор конкурсы в этом формате по лицензии выходили во многих странах мира.